# Борго ди Мецо (Венеција)
Борго ди Мецо је насеље у Италији у округу Венеција, региону Венето.
Према процени из 2011. у насељу је живело 27 становника. Насеље се налази на надморској висини од 4 м.